# Zinove, Romnî
Zinove (în ucraineană Зінове) este un sat în comuna Pustoviitivka din raionul Romnî, regiunea Sumî, Ucraina.

## Demografie
Componența lingvistică a localității Zinove
     Ucraineană (100%)
Conform recensământului din 2001, toată populația localității Zinove era vorbitoare de ucraineană (100%).